# Seznam dílů dánského seriálu Zločin
Toto je seznam dílů dánského seriálu Zločin. Dánský kriminální televizní seriál Zločin měl premiéru na stanici DR1. V rámci tří řad došlo k natočení celkového počtu 40 dílů, které byly premiérově odvysílány mezi lednem 2007 až listopadem 2012 na dánské veřejnoprávní televizní stanici DR1. V České republice jej mezi lednem 2013 až listopadem 2014 poprvé uvedl program ČT2. Chronologicky postupující příběh „dne za dnem“ se zaměřuje na vyšetřování vražd spojených s politickými kruhy. Děj doprovází významné zvraty ve vyšetřování i temné prvky severské krimi.

## Přehled řad
| Řada | Díly | Premiéra v Dánsku | Premiéra v Dánsku  | Premiéra v ČR | Premiéra v ČR     |
| Řada | Díly | První díl         | Poslední díl       | První díl     | Poslední díl      |
| ---- | ---- | ----------------- | ------------------ | ------------- | ----------------- |
| 1    | 20   | 7. ledna 2007     | 29. listopadu 2007 | 6. ledna 2013 | 19. května 2013   |
| 2    | 10   | 27. září 2009     | 29. listopadu 2009 | 5. září 2013  | 7. listopadu 2013 |
| 3    | 10   | 23. září 2012     | 25. listopadu 2012 | 5. září 2014  | 7. listopadu 2014 |

## Seznam dílů

### První řada (2007)
| Č. v seriálu | Č. v řadě | Původní a český název | Premiéra v Dánsku  | Premiéra v ČR   | Sledovanost v Dánsku |
| ------------ | --------- | --------------------- | ------------------ | --------------- | -------------------- |
| 1            | 1         | První díl             | 7. ledna 2007      | 6. ledna 2013   | 1 550 000            |
| 2            | 2         | Druhý díl             | 14. ledna 2007     | 13. ledna 2013  | 1 707 000            |
| 3            | 3         | Třetí díl             | 21. ledna 2007     | 20. ledna 2013  | 1 622 000            |
| 4            | 4         | Čtvrtý díl            | 28. ledna 2007     | 27. ledna 2013  | 1 213 000            |
| 5            | 5         | Pátý díl              | 4. února 2007      | 3. února 2013   | 1 532 000            |
| 6            | 6         | Šestý díl             | 11. února 2007     | 10. února 2013  | 1 600 000            |
| 7            | 7         | Sedmý díl             | 18. února 2007     | 17. února 2013  | 1 512 000            |
| 8            | 8         | Osmý díl              | 25. února 2007     | 24. února 2013  | 1 712 000            |
| 9            | 9         | Devátý díl            | 4. března 2007     | 3. března 2013  | 1 634 000            |
| 10           | 10        | Desátý díl            | 11. března 2007    | 10. března 2013 | 1 678 000            |
| 11           | 11        | Jedenáctý díl         | 23. září 2007      | 17. března 2013 | 1 371 000            |
| 12           | 12        | Dvanáctý díl          | 30. září 2007      | 24. března 2013 | 1 480 000            |
| 13           | 13        | Třináctý díl          | 7. října 2007      | 31. března 2013 | 1 481 000            |
| 14           | 14        | Čtrnáctý díl          | 14. října 2007     | 7. dubna 2013   | 1 385 000            |
| 15           | 15        | Patnáctý díl          | 21. října 2007     | 14. dubna 2013  | 1 581 000            |
| 16           | 16        | Šestnáctý díl         | 28. října 2007     | 21. dubna 2013  | 1 624 000            |
| 17           | 17        | Sedmnáctý díl         | 8. listopadu 2007  | 28. dubna 2013  | 1 767 000            |
| 18           | 18        | Osmnáctý díl          | 15. listopadu 2007 | 5. května 2013  | 1 767 000            |
| 19           | 19        | Devatenáctý díl       | 22. listopadu 2007 | 12. května 2013 | 1 827 000            |
| 20           | 20        | Dvacátý díl           | 29. listopadu 2007 | 19. května 2013 | 2 107 000            |

### Druhá řada (2009)
| Č. v seriálu | Č. v řadě | Původní a český název | Premiéra v Dánsku  | Premiéra v ČR     | Sledovanost v Dánsku |
| ------------ | --------- | --------------------- | ------------------ | ----------------- | -------------------- |
| 21           | 1         | První díl             | 27. září 2009      | 5. září 2013      | 1 702 000            |
| 22           | 2         | Druhý díl             | 4. října 2009      | 12. září 2013     | 1 696 000            |
| 23           | 3         | Třetí díl             | 11. října 2009     | 19. září 2013     | 1 479 000            |
| 24           | 4         | Čtvrtý díl            | 18. října 2009     | 26. září 2013     | 1 677 000            |
| 25           | 5         | Pátý díl              | 25. října 2009     | 3. října 2013     | 1 658 000            |
| 26           | 6         | Šestý díl             | 1. listopadu 2009  | 10. října 2013    | 1 505 000            |
| 27           | 7         | Sedmý díl             | 8. listopadu 2009  | 17. října 2013    | 1 575 000            |
| 28           | 8         | Osmý díl              | 15. listopadu 2009 | 24. října 2013    | 1 609 000            |
| 29           | 9         | Devátý díl            | 22. listopadu 2009 | 31. října 2013    | 1 561 000            |
| 30           | 10        | Desátý díl            | 29. listopadu 2009 | 7. listopadu 2013 | 1 735 000            |

### Třetí řada (2012)
| Č. v seriálu | Č. v řadě | Původní a český název | Premiéra v Dánsku  | Premiéra v ČR     | Sledovanost v Dánsku |
| ------------ | --------- | --------------------- | ------------------ | ----------------- | -------------------- |
| 31           | 1         | První díl             | 23. září 2012      | 5. září 2014      | 1 678 000            |
| 32           | 2         | Druhý díl             | 30. října 2012     | 12. září 2014     | 1 746 000            |
| 33           | 3         | Třetí díl             | 7. října 2012      | 19. září 2014     | 1 516 000            |
| 34           | 4         | Čtvrtý díl            | 14. října 2012     | 26. září 2014     | 1 463 000            |
| 35           | 5         | Pátý díl              | 21. října 2012     | 3. října 2014     | 1 644 000            |
| 36           | 6         | Šestý díl             | 28. října 2012     | 10. října 2014    | 1 703 000            |
| 37           | 7         | Sedmý díl             | 4. listopadu 2012  | 17. října 2014    | 1 706 000            |
| 38           | 8         | Osmý díl              | 11. listopadu 2012 | 24. října 2014    | 1 708 000            |
| 39           | 9         | Devátý díl            | 18. listopadu 2012 | 31. října 2014    | 1 773 000            |
| 40           | 10        | Desátý díl            | 25. listopadu 2012 | 7. listopadu 2014 | 1 981 000            |